# Scopula annularia
Scopula annularia är en fjärilsart som beskrevs av Swinhoe 1890. Scopula annularia ingår i släktet Scopula och familjen mätare. Inga underarter finns listade.